# Reza Bodagui
Reza Bodagui es un deportista iraní que compitió en voleibol adaptado. Ganó una medalla de oro en los Juegos Paralímpicos de Seúl 1988.

## Palmarés internacional
| Juegos Paralímpicos | Juegos Paralímpicos  | Juegos Paralímpicos | Juegos Paralímpicos      |
| Año                 | Lugar                | Medalla             | Competición              |
| ------------------- | -------------------- | ------------------- | ------------------------ |
| 1988                | Seúl (Corea del Sur) | Medalla de oro      | Torneo masculino sentado |